# عبد الإله السناني
عبد الإله السناني (1965 -)، أكاديمي وممثل سعودي، وعضو مجلس إدارة هيئة المسرح والفنون الأدائية التابع لوزارة الثقافة السعودية.، ومستشار وزير الإعلام والمشرف على مسرح التلفزيون في السعودية سابقاً.

## عن حياته
- من مواليد محافظة المجمعة.
- بدأ دراستة الابتدائية والمتوسطة ما بين لبنان والجزائر واليمن بحكم عمل والده، ودرس المرحلة الثانوية في مدينة الرياض حيث استقر فيها.
- خريج كلية الزراعة بجامعة الملك سعود قسم النباتات والأحياء الدقيقة، وحاصل على درجة الماجستير في الميكروبيولوجي، له اسهامات ثقافية في الجامعة، عضو لجنة التحكيم في مهرجان الجنادرية، وعضو لجنة التحكيم في مراكش موسم عامي 2003/ 2004.[3]
- بدأ حبه للتمثيل في مسرح جامعة الملك سعود بمشاركه زميله الممثل ناصر القصبي، شارك في العديد من المسرحيات، وبعد تخرجه انتقل إلى جمعية الثقافة والفنون، أول عمل مسرحي له هي مسرحية الحل الأكيد، وأول عمل تلفزيوني له كان لا يحوشك حبروك.
- حصل على عدد من الجوائز الدولية والعالمية في الإخراج المسرحي.
- له العديد من المقالات في صياغة الفكر المسرحي في المملكة العربية السعودية.
- يعتبر من الذين ساعدوا افي إثراء التمثيل المسرحي في بدايات الثمانينيات حيث اهتم كثيرا بالكتابات المتعلقة بالمسرح، ويعد أحد المؤسسين لاتحاد المسرحيين العرب.
- قدم عدة أعمال في بداياته ومثل مع عبد الله السدحان وناصر القصبي في العديد من المسلسلات، وساعدوا في نهضة المسرح الجامعي بداية بروزهم.[4]

## العمل
- عين رئيساً لمهرجان الرياض للمسرح عام 2023م.[5]
- عضو هيئة تدريس في جامعة الملك سعود.
- عُين مستشاراً لوزير الثقافة والاعلام في السعودية ومشرفاً عاماً على مسرح التلفزيون في عام 2017.[6]
- يعمل بالإضافة للتمثيل في الإخراج والتأليف.
- اختير عضواً في لجنة تحكيم مهرجان القاهرة الدولي للمسرح التجريبي في دورته الحادية والثلاثين عام 2024م.[7]

## أعماله

### مسلسلات
| المسلسل              | السنة |
| -------------------- | ----- |
| ليالي الشميسي        | 2025  |
| الزاهرية             | 2022  |
| العاصوف 3            | 2022  |
| ممنوع التجول         | 2021  |
| اختطاف               | 2021  |
| العاصوف الجزء الثاني | 2019  |
| ستديو المشاهير       | 2019  |
| العاصوف الجزء الأول  | 2018  |
| سيلفي 3              | 2017  |
| سيلفي 2              | 2016  |
| سيلفي                | 2015  |
| واي فاي 3            | 2014  |
| واي فاي 2            | 2013  |
| واي فاي              | 2012  |
| طاش ما طاش 18        | 2011  |
| من عيوني             | 2011  |
| طاش ما طاش 17        | 2010  |
| طاش ما طاش 16        | 2009  |
| كلنا عيال قرية       | 2008  |
| عرب لندن             | 2008  |
| طاش ما طاش 15        | 2007  |
| نوادر وحكايا         | 2005  |
| دعاة على أبواب جهنم  | 2006  |
| طاش ما طاش 14        | 2006  |
| طاش ما طاش 8         | 2000  |
| أساطير شعبية         | 2000  |
| القصر                | 1999  |
| خلك معي 4            | 1999  |
| لينه                 | 1995  |
| حكايات قصيرة         | 1991  |
| الأول تحول           | 1989  |
| لا يحوشك حبروك       | 1985  |

### السهرات التلفزيونية
- من غير ليش.
- الميكانيكي.

### مسرحيات
- الذيب في القليب (2019).[10]
- أنا وهو وهو (2016).[11]
- رأس المملوك جابر للكاتب سعد الله ونوس وشاركه فيها الممثل ناصر القصبي
- ولد الديرة (1989) بمشاركه ناصر القصبي وعبد الله السدحان.
- عويس التاسع عشر وقدمت في مهرجان دمشق المسرحي
- الحل الأكيد وفاز فيها بجائزة أفضل مخرج مسرحي
- ابن زريق ليمتد بمشاركه الممثل بكر الشدي، والممثل راشد الشمراني، ومن إخراج عامر الحمود وقدمت في مهرجان دمشق المسرحي.
- واحد صفر الممثل ناصر القصبي الممثل عبدالإله السناني، ومن إخراج عامر الحمود وقدمت في مهرجان دمشق المسرحي.
- للسعوديين فقط (1991).
- عندما يكتب البطل هزيمته. 1987 الممثل ناصر القصبي يوسف الجراح
- طاق طاق طاقية 1985 ناصر القصبي راشد الشمراني
- واقدساه (1985) بمشاركه الممثل محمود ياسين والعديد من الممثلين الخليجين والعرب
- المئوية
- مبتعثون في ورطة. قدمها مع مجموعة من الفنانين الشباب وعرضت في أكثر من منطقة في السعودية.

### سهرات تلفزيونية
- الميكانيكي.
- من غير ليش (1989).
- صعيمر وهباد (1990).
- راجعنا بكرة (1991).

### الأفلام
- أحلام عطيل.

### الإخراج
- فصل ثاني.

### أوبريت
- كما شارك في أوبريت فارس التوحيد من كلمات الأمير بدر بن عبدالمحسن وعرض في افتتاح مهرجان الجنادرية عام 1999.